# Herodoro de Mégara
Herodoro de Mégara (griego Ηποδωρος ό Μεγαρεύς) era un músico de la Antigua Grecia, diez veces campeón Olímpico en el concurso de trompetas. Destacó particularmente por su talento y por el volumen de su trompeta (salpinx).